# Historique du parcours européen du Racing Club de Strasbourg
Au cours de son histoire, le club de football du Racing Club de Strasbourg participe à différents types de coupes d'Europe, soit à différentes compétitions internationales au niveau européen.
Le club remporte ses premières victoires dans les années 1960 en Coupe des villes de foires. La première compétition de l'Union des associations européennes de football (UEFA) à laquelle participe le RC Strasbourg est la Coupe d'Europe des vainqueurs de coupe 1966-1967. Le club dispute ensuite les autres compétitions de l'UEFA : la Coupe des clubs champions en 1979-1980, la Coupe UEFA pour la première fois en 1978-1979, et la Coupe Intertoto à deux reprises dans les années 1990.
Le RC Strasbourg compte à son palmarès un titre international, à savoir la Coupe Intertoto 1995 remportée face aux Autrichiens du FC Tirol Innsbruck. Les autres résultats remarquables du club sont deux quarts de finale. Strasbourg est ainsi éliminé à ce stade de la compétition lors de la Coupe des villes de foires 1965 par le Manchester United Football Club et lors de la Coupe des clubs champions 1980 par l'Ajax Amsterdam. Le RC Strasbourg s'offre également des victoires face à des adversaires prestigieux en éliminant par exemple le Milan AC et le FC Barcelone en Coupe des villes de foires 1964-1965. En Coupe UEFA 1997-1998, le club alsacien élimine les Glasgow Rangers puis le Liverpool Football Club avant d'être sorti par l'Inter Milan sur une victoire 2-0 et une défaite 3-0. Le meilleur résultat du RCS au coefficient UEFA est une 21e place acquise à l'issue de la Coupe UEFA 2005-2006.

## Repères historiques

### Premiers exploits en Coupe des villes de foires

#### Difficile apprentissage (1961-1962)
Pour sa première participation à une coupe d'Europe, le Racing, tout juste promu de deuxième division, affronte le troisième du dernier championnat de Hongrie. Privé de plusieurs joueurs, il s'incline 13-3 sur l’ensemble des deux matchs.

#### Coupe des villes de foires 1964-1965

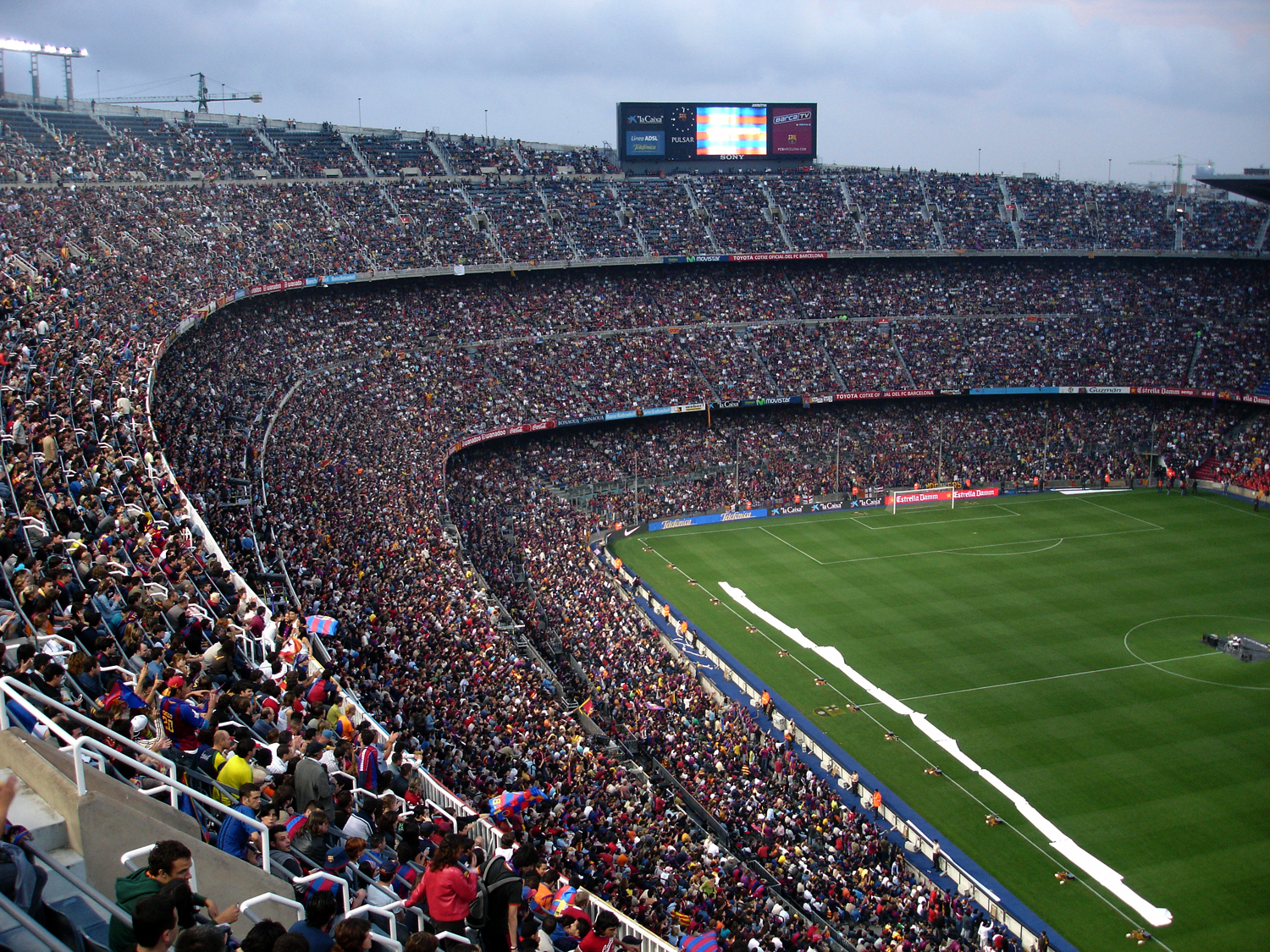
Le Racing obtient en 1965 deux matchs nuls au Camp Nou, ici en 2005, et élimine le FC Barcelone.

#### Coupe des villes de foires 1965-1966

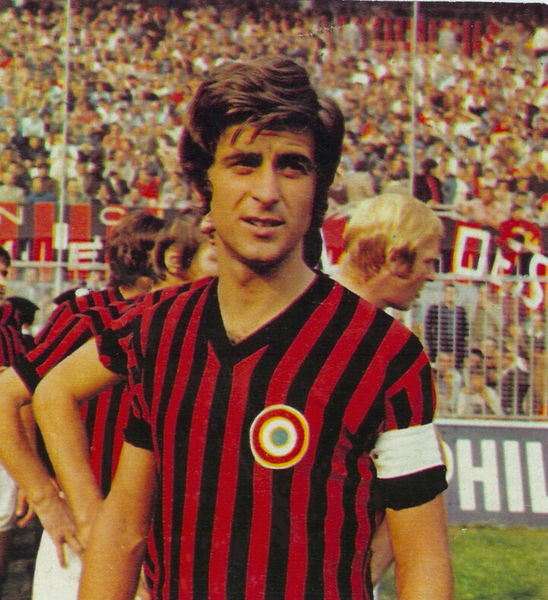
Le RCS est éliminé par le Milan AC de Giovanni Rivera par tirage au sort après un match d'appui

#### International football cup 1966-1967

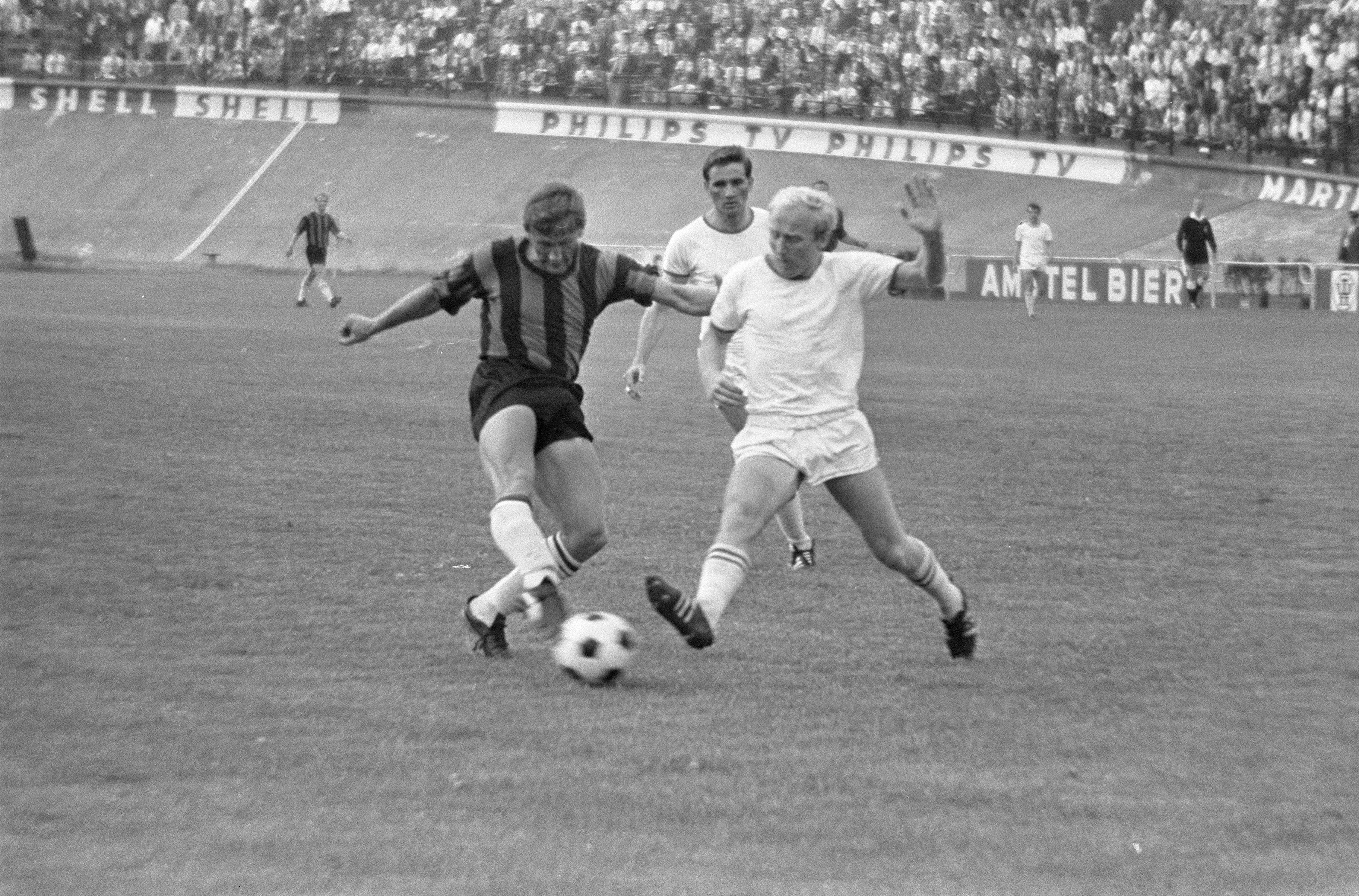
Frans Geurtsen marque le deuxième des quatre buts du DWS Amsterdam contre le RCS le 15 juin 1966.

### Coupe des coupes et Intertoto

#### Coupe Intertoto 1967
Saison 1967-1968

### Années fastes et découverte de la Coupe des clubs champions

#### Coupe UEFA 1978-1979
La baisse de performance du club dans les années 1970 avec deux relégations en Division 2 ne permet plus au Racing de se qualifier pour les épreuves internationales officielles. Le Racing retrouve les coupes européennes en 1978-1979 après avoir obtenu la troisième place dans le Championnat de France 1977-1978, qualificative pour la Coupe UEFA. Dans la précédente édition de la Coupe UEFA, le SEC Bastia s'illustre en ne s'inclinant qu'en finale face au PSV Eindhoven. La compétition regroupe 64 clubs des différents championnats européens et se déroule en six tours à élimination directe. Chaque tour se dispute en match aller et retour, y compris la finale. En cas d'égalité, le nombre de buts marqués à l'extérieur est décisif. Une prolongation et une séance de tirs au but sont jouées si nécessaire.

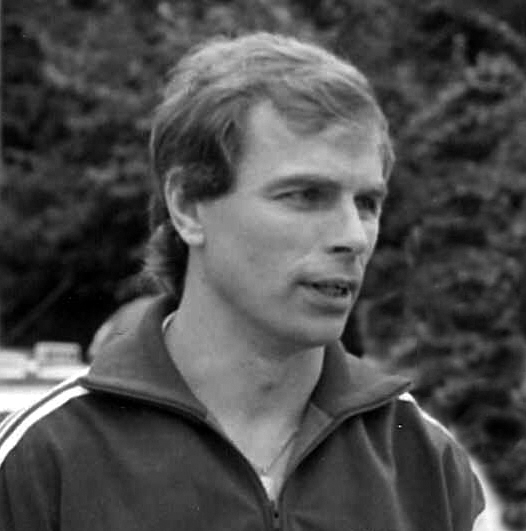
Le MSV Duisbourg et Bernard Dietz éliminent le RCS en Coupe UEFA.

Le tirage au sort du premier tour semble favorable puisque le Racing est opposé à une équipe suédoise inconnue, l'IF Elfsborg. Le match aller est disputé en Suède devant 3 000 spectateurs. Le RCS, qui est invaincu depuis six mois en compétition officielle, s'incline 2-0. L'entraîneur Gilbert Gress estime que son équipe a joué ce match trop imprudemment : « nous nous sommes fait piéger par cette équipe qui nous a attirés dans son camp pour mieux nous prendre en contre ». Au match retour, le RCS prend rapidement l'avantage 1-0 : un coup franc indirect est frappé en direction du but adverse par Francis Piasecki, un joueur suédois déviant légèrement le ballon ce qui valide le but. À la 27e minute de jeu, un but de Joël Tanter remet les deux équipes à égalité sur les deux matchs. En fin de première mi-temps, les Suédois réduisent l'écart à 2-1 et sont à nouveau virtuellement qualifiés. Poussés par le public, les Strasbourgeois parviennent à inscrire dans le dernier quart d'heure les deux buts nécessaires à la qualification,.
Le 18 octobre 1978, en seizième de finale aller et devant 30 000 spectateurs, le Racing domine les Écossais de l'Hibernian Football Club 2-0 grâce à Albert Gemmrich et Francis Piasecki sur penalty. Cette victoire est acquise difficilement. Le match retour a lieu deux semaines plus tard au stade Easter Road à Édimbourg. Le RC Strasbourg évolue en 4-3-3 avec Francis Piasecki en soutien des trois attaquants Albert Gemmrich, Joël Tanter et Roland Wagner. Les Écossais dominent la rencontre et marque sur penalty 1-0 à la 61e minute. Le public pousse ses joueurs mais les Alsaciens tiennent le score et se qualifie 2-1 sur l'ensemble des deux matchs,.
Le huitième de finale oppose le Racing aux Allemands de l'Ouest du MSV Duisbourg, qualifié pour la compétition en tant que sixième de la Bundesliga 1977-1978. Lors du match de championnat précédent le match aller, le défenseur Jacques Novi se blesse. Gilbert Gress le remplace par le jeune Jacques Glassmann, 16 ans, au sein de la défense centrale. Le Racing joue de façon prudente et doit se contenter d'un match nul 0-0. Au retour le 6 décembre 1978, Arsène Wenger prend la place de Jacques Novi. Sur un terrain gelé et par −18 °C, les joueurs de Duisbourg joue en chaussures de sport sans crampons. Les baskets des Strasbourgeois ne sont elles pas arrivées à temps pour le match et selon l'entraîneur Gilbert Gress « on ne tenait pas debout » sur cette pelouse gelée,. Le Racing tient le score pendant une demi-heure avant de d'encaisser un premier but par l'international allemand Ronald Worm. Le RCS s'incline finalement 4-0 et sort de la compétition,.

#### Coupe des clubs champions 1979-1980

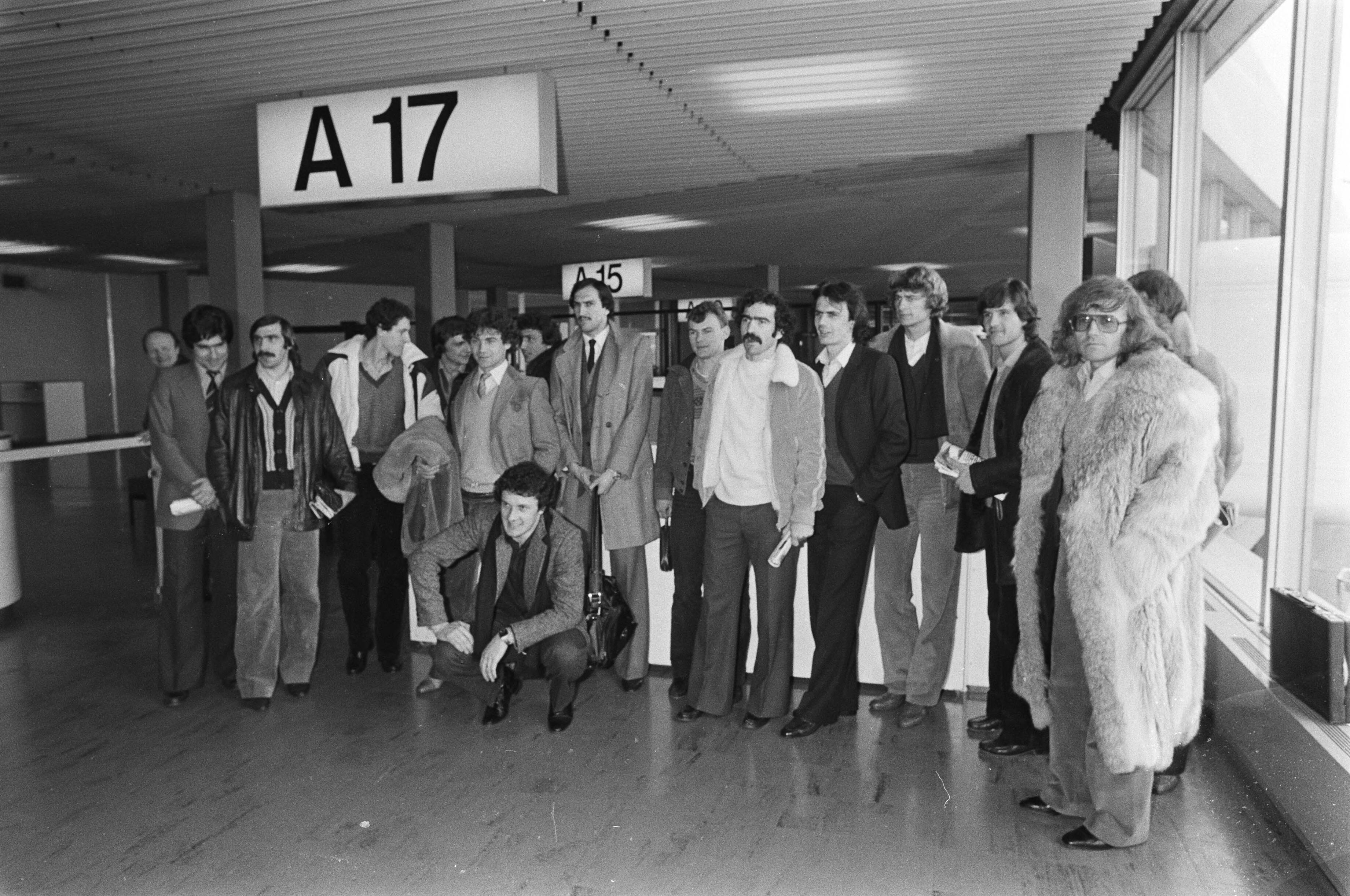
Les joueurs strasbourgeois à leur arrivée à l'aéroport de Schiphol avant le match retour contre l'Ajax Amsterdam dans la Coupe des clubs champions 1980.

### Victoire en Intertoto et matchs de gala en Coupe UEFA

#### Coupe Intertoto 1995
| \| Vencel Raschke Djetou Lebœuf Régis Pouliquen Dacourt · / Garde Mostovoï Sauzée Keller Zitelli · / Baticle \| Équipe titulaire victorieuse de la Coupe Intertoto (changements entre l'aller et le retour indiqués par "/") |
| Vencel Raschke Djetou Lebœuf Régis Pouliquen Dacourt · / Garde Mostovoï Sauzée Keller Zitelli · / Baticle |

La première phase de la Coupe Intertoto consiste en une phase de poules. Strasbourg est affecté au groupe 11 en compagnie des Autrichiens du FC Tirol Innsbruck, récent cinquième de son championnat national, de l'Hapoël Petah-Tikvah, cinquième du championnat d'Israël, du Floriana FC, quatrième du championnat de Malte et du Gençlerbirliği SK, cinquième du dernier championnat de Turquie. Chaque club joue une fois contre chacun de ses quatre adversaires, disputant ainsi deux rencontres à domicile et deux à l'extérieur. Les premiers de groupe et les quatre meilleurs deuxièmes des douze groupes se qualifient pour les huitièmes de finale.
RCS est exempt lors de la première journée du groupe 11. Lors de la deuxième journée, le Racing s'impose 4-1 contre le Gençlerbirliği SK, avant d'enchaîner en battant successivement le Floriana FC et le Tirol Innsbruck. Il se contente d'un match nul lors de la dernière journée de la phase de groupe contre l'Hapoël Petah-Tikvah. Strasbourg termine donc premier de sa poule avec 10 points,.
Lors des huitièmes de finales, le Racing bat facilement le SK Vorwärts Steyr, avant de l'emporter également contre le FC Metz sur le score de 2 à 0.
Le RC Strasbourg remporte la Coupe Intertoto face au Tirol Innsbruck, déjà rencontré au cours de la phase de poules, après un match nul 1-1 obtenu au match aller puis une écrasante victoire 6-1 au retour à domicile.

#### Coupe UEFA 1995-1996

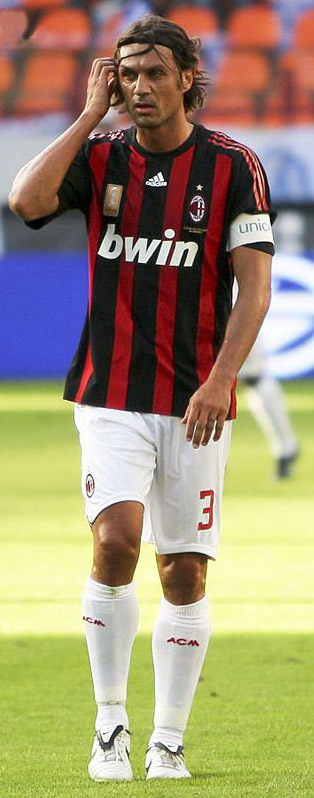
Coupe UEFA 1996 : RCS - AC Milan (ici Paolo Maldini) 0-1 et 1-2

#### Coupe UEFA 1997-1998

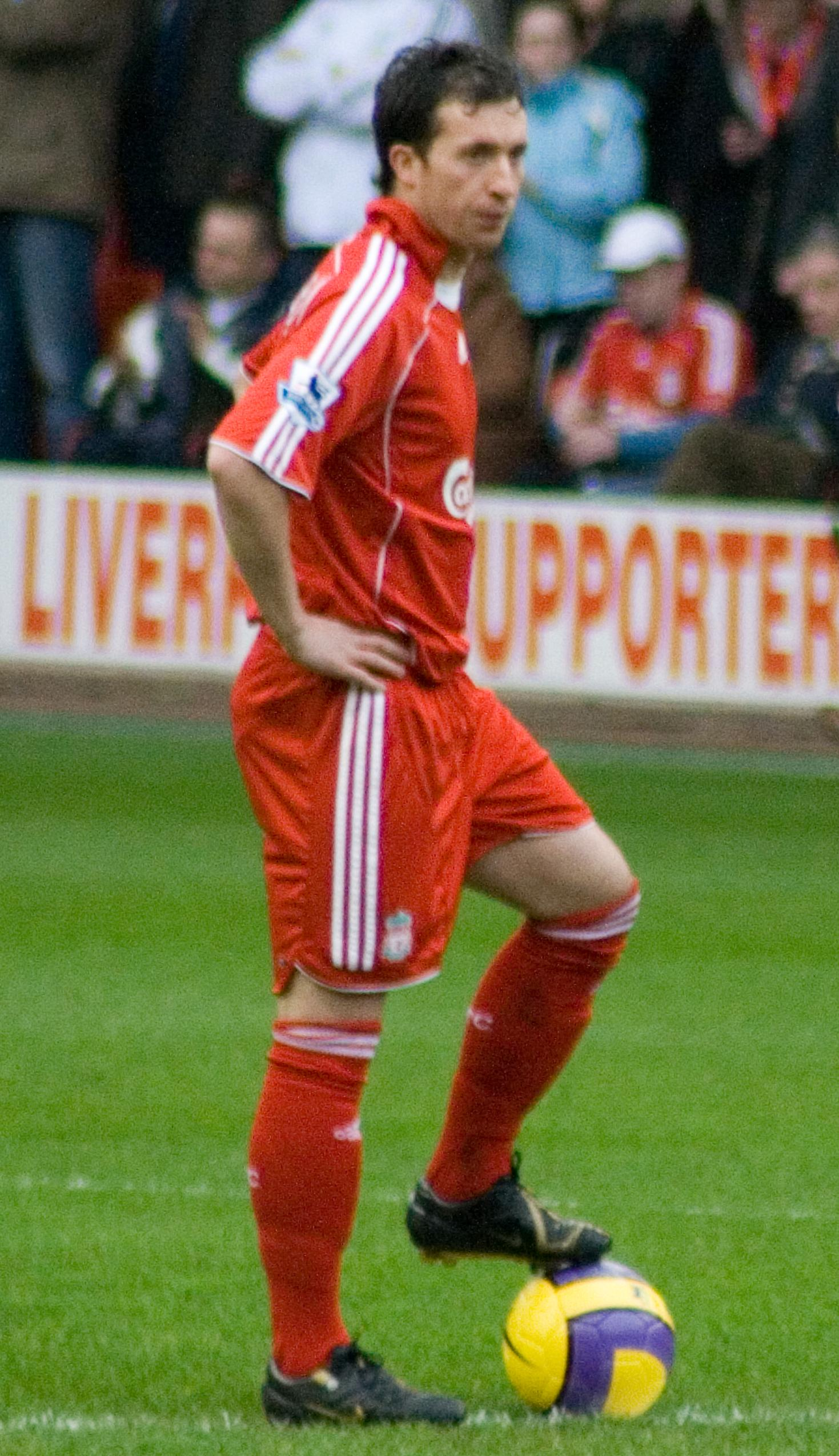
Le RCS élimine Liverpool et Robbie Fowler en Coupe UEFA 1997-1998.

RC Strasbourg - Liverpool d'octobre 1997 : Le match aller voit Strasbourg triompher face à une équipe de Liverpool qui finira sur le podium de son championnat. En effet: ce match de Coupe de l'UEFA 1997-1998 est gagné 3-0 grâce à un doublé de David Zitelli. Le Racing perdra 2-0 le match retour, qui l'enmènera en huitièmes de finale, huitièmes que le club perdra contre l'Inter Milan, qui fut par ailleurs vainqueur de cette édition de la coupe.

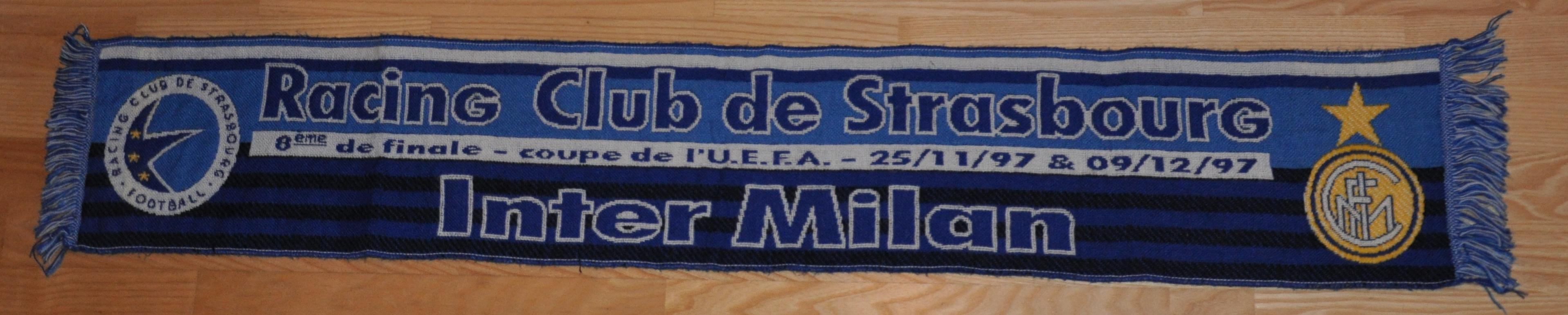
Écharpe de la rencontre RC Strasbourg - Inter Milan

### Passages sporadiques dans les années 2000

#### Coupe UEFA 2005-2006
En tant que vainqueur de la Coupe de la Ligue la saison précédente, le RC Strasbourg est qualifié pour le tour préliminaire de la Coupe UEFA, tour qu'il franchi assez facilement en battant deux fois le club autrichien du Grazer AK.
Dans la phase de groupe le Racing est opposé au FC Bâle, champion de Suisse et reversé en Coupe UEFA après une élimination au troisième tour préliminaire de la Ligue des champions face au Werder Brême, à l'AS Rome, qui finira la saison en cours en tant que vice-champion d'Italie, à l'Étoile rouge de Belgrade, vice-champion de Serbie-et-Monténégro, et à la modeste équipe norvégienne du Tromsø IL, qui au tour précédent réalise la performance d'éliminer le Galatasaray SK. À la surprise générale, le club alsacien termine premier de son groupe en réussissant notamment, à l'extérieur, à faire match nul à Rome et à battre le FC Bâle.
Pour le compte des seizième de finale, le racing se déplace au Litex Lovetch où il gagne sur le score de deux buts à zéro. Le match retour se solde sur un match nul et vierge. Le RC Strasbourg retrouve le FC Bâle à l'occasion des huitièmes de finale. Le racing s'incline 2-0 en Suisse et ne fait pas mieux qu'un match nul à la Meinau. Le parcours européen de Strasbourg se termine au stade des huitièmes de finale.
| Rang | Équipe                   | Pts | J | G | N | P | Bp | Bc | Diff |
| ---- | ------------------------ | --- | - | - | - | - | -- | -- | ---- |
| 1    | RC Strasbourg            | 8   | 4 | 2 | 2 | 0 | 7  | 3  | +4   |
| 2    | AS Rome                  | 7   | 4 | 2 | 1 | 1 | 7  | 6  | +1   |
| 3    | FC Bâle                  | 6   | 4 | 2 | 0 | 2 | 7  | 9  | -2   |
| 4    | Étoile rouge de Belgrade | 4   | 4 | 1 | 1 | 2 | 7  | 8  | -1   |
| 5    | Tromsø IL                | 3   | 4 | 1 | 0 | 3 | 7  | 9  | -2   |

### Retour à l'échelon européen après le dépôt de bilan

#### Ligue Europa 2019-2020
La victoire du club en Coupe de la Ligue 2018-2019 lui permet de participer à la Ligue Europa 2019-2020, constituant sa première aventure européenne depuis 2006 et surtout depuis son dépôt de bilan de 2011 qui l'avait vu tomber jusqu'en cinquième division. Le RCSA commence la compétition lors du deuxième tour de qualification qui se déroule entre la fin du mois de juillet et le début du mois d'août 2019, et doit passer en tout trois phases pour espérer prendre part à la phase de groupes.
Opposé au club israélien du Maccabi Haïfa dans le cadre du deuxième tour de qualification, les Alsaciens parviennent à remporter le match aller sur le score de 3-1, aidés notamment par un carton rouge côté Maccabi en fin de première période. Le match retour joué en Israël la semaine suivante voit le Racing tenir difficilement son avantage, étant mené 2-1 à la mi-temps mais arrivant par la suite à tenir ce score pour se qualifier sur le score cumulé de 4 buts à 3.
Le troisième tour de qualification voit le club alsacien affronter l'équipe bulgare du Lokomotiv Plovdiv, vainqueur du Spartak Trnava au tour précédent, un adversaire qu'il parvient à défaire grâce à deux victoires 1-0 à l'extérieur puis à domicile au terme de deux rencontres relativement maîtrisées,. Se qualifiant ainsi pour le barrage face aux Allemands de l'Eintracht Francfort, le RCSA sort dans un premier temps victorieux du match aller à domicile, profitant d'une première mi-temps dominatrice pour ouvrir le score et par la suite conserver son avantage de 1-0 malgré quelques frayeurs lors de la seconde période. Le match retour en Allemagne est quant à lui largement en faveur de l'Eintracht qui ouvre le score au cours de la première mi-temps avant de marquer à deux reprises peu après l'heure de jeu au cours de la seconde période pour assurer sa qualification aux dépens des Alsaciens, tandis que les deux équipes terminent la rencontre à dix après deux expulsions entre la 44e et la 55e minute,.

#### Ligue Conférence de l'UEFA 2025-2026
Le RC Strasbourg se qualifie pour la Ligue Conférence 2025-2026 au terme de la saison de Ligue 1 2024-2025. Ayant fini à la 7e place, cette qualification a été rendue possible en raison de la victoire du Paris Saint-Germain en Coupe de France, qui a libéré une place européenne supplémentaire. Strasbourg accède ainsi aux barrages de la compétition avant, en cas de succès, de participer à la phase de groupes.

## Statistiques et classements

### Bilan général
Le récapitulatif des matchs disputés par le RC Strasbourg dans les différentes compétitions européennes, au 30 août 2019, s'établit comme suit. Ni les tirs au but ni les tirages au sort ne sont pris en compte.
| Coupes d'Europe de l'UEFA     | Saisons | Titres | J  | G  | N  | P  | Bp | Bc | Diff |
| ----------------------------- | ------- | ------ | -- | -- | -- | -- | -- | -- | ---- |
| Coupe des clubs champions     | 1       | 0      | 6  | 3  | 1  | 2  | 8  | 6  | +2   |
| Coupe UEFA/Ligue Europa       | 6       | 0      | 34 | 17 | 6  | 11 | 48 | 35 | +13  |
| Coupe des vainqueurs de coupe | 1       | 0      | 4  | 2  | 1  | 1  | 3  | 3  | 0    |
| Coupe Intertoto (1995-2008)   | 2       | 1      | 12 | 7  | 5  | 0  | 29 | 5  | +24  |
| Total                         | 10      | 1      | 55 | 29 | 13 | 14 | 88 | 49 | +39  |
| Coupes d'Europe hors-UEFA     | Saisons | Titres | J  | G  | N  | P  | Bp | Bc | Diff |
| Coupe des villes de foires    | 3       | 0      | 14 | 4  | 5  | 5  | 16 | 26 | -10  |
| International football cup    | 1       | 0      | 6  | 1  | 0  | 5  | 9  | 20 | -11  |
| Coupe Intertoto (1967-1994)   | 1       | 0      | 6  | 1  | 2  | 3  | 6  | 11 | -5   |
| Total                         | 5       | 0      | 26 | 6  | 7  | 13 | 31 | 57 | -26  |

### Coefficient UEFA
Le coefficient UEFA établit un classement des clubs européens en fonction de leurs performances dans les coupes d'Europe. Ce coefficient est calculé en prenant en compte les résultats dans les compétitions européennes des cinq saisons précédentes.
En 1964, le RC Strasbourg remporte ses premières victoires en coupe d'Europe et ses premiers points au classement des clubs. Avec 1,25 point, le Racing se classe 27e club européen et premier club français pour la seule saison 1964-1965. Au niveau du coefficient calculé sur cinq ans, il est 90e club européen et troisième français derrière l'Olympique lyonnais et le Stade de Reims. Un point est ensuite attribué au Racing au titre de la saison 1965-1966, ce qui le place au premier rang français pour la saison en cours, ainsi qu'au 58e rang européen et au deuxième rang français derrière l'Olympique lyonnais pour le coefficient sur cinq ans. Les deux victoires et le match nul acquis dans la Coupe d'Europe des vainqueurs de coupe 1966-1967 rapportent au RC Strasbourg 1,25 points,, ce qui place le club alsacien au premier rang français et au 34e rang européen du coefficient sur cinq ans avec 3,5 points. Le Racing ne participe à aucune compétition européenne durant les saisons suivantes. Son coefficient UEFA stagne ainsi tout d'abord à 3,5 avant de diminuer, le club étant classé 40e en 1968, 43e l'année suivante et sortant finalement du classement en 1972 soit cinq ans après ses dernières victoires européennes. Les Strasbourgeois restent classés premier club français en 1968, puis passent deuxième en 1969 derrière les Girondins de Bordeaux et troisième en 1970 derrière Bordeaux et l'AS Saint-Étienne,.
C'est à l'issue de la saison 1978-1979 que le RC Strasbourg fait sa réapparition dans le coefficient UEFA grâce à 0,833 point acquis lors de la Coupe UEFA 1978-1979,. Le parcours du club strasbourgeois en Coupe des clubs champions européens 1979-1980 lui rapporte 1,333 point UEFA,. Le Racing se situe pour cette saison au 24e rang européen et au deuxième rang français derrière le Football Club de Nantes, demi-finaliste de la Coupe d'Europe des vainqueurs de coupe. Ses 2,1666 classent le RC Strasbourg en 96e position au coefficient UEFA sur cinq ans, en tant que troisième club français derrière Nantes et l'AS Saint-Étienne. Les résultats sportifs du RC Strasbourg déclinent progressivement dans les années 1980 et il ne se qualifie plus pour les coupes d'Europe. Le Racing reste le troisième club français au coefficient UEFA en 1981 avant d'être dépassé par l'AS Monaco et le SEC Bastia en 1982 et de sortir du classement en 1985.
Grâce à sa victoire en Coupe Intertoto 1995, le RC Strasbourg se qualifie pour la Coupe UEFA 1995-1996. Avant son élimination en seizième de finale par le Milan AC, le club remporte deux victoires qui lui rapportent au total un point pour son coefficient UEFA,. Avec ce coefficient, le club est classé au 38e rang européen en tant que sixième club français, au cours d'une année faste pour les équipes de l'hexagone puisque notamment le Paris Saint-Germain remporte la Coupe des vainqueurs de coupe et cumule le plus grand nombre de points UEFA. Le bon parcours jusqu'en huitième de finale de la Coupe UEFA 1997-1998 permet au Racing de gagner 1,333 point UEFA,, soit le 26e rang européen et le cinquième rang français derrière l'AS Monaco, le Paris Saint-Germain, l'Olympique lyonnais et l'AJ Auxerre.
À partir de la saison 1998-1999, le mode de calcul du coefficient UEFA d'une équipe ne prend plus seulement en compte les résultats du club en question mais aussi ceux des autres équipes de la même fédération. En 2001-2002, le RC Strasbourg ne présente que le 82e coefficient de la saison en cours en raison de son élimination dès le premier tour de la Coupe UEFA,. Lors de sa campagne en Coupe UEFA 2005-2006, le RC Strasbourg dispute son plus grand nombre de matchs sur une compétition européenne. Avec notamment cinq rencontres gagnées et une qualification pour les huitièmes de finale, le club obtient 17,568 points, soit le 21e score de tous les clubs européens et le deuxième score français derrière l'Olympique lyonnais, qui atteint les quarts de finale de la Ligue des champions 2006.